# Karl Wallinger
Pour les articles homonymes, voir Wallinger.
Karl Edmond De Vere Wallinger, né le 19 octobre 1957 à Prestatyn (Pays de Galles) et mort le 10 mars 2024 à Hastings (Angleterre), est un musicien, auteur-compositeur et producteur de disques britannique d'origine galloise. 
Il est surtout connu pour avoir été le leader du groupe World Party et pour avoir été membre au milieu des années 1980 du groupe The Waterboys . Il a également écrit et publié la chanson She's the One, qui a ensuite été reprise par Robbie Williams et est devenue un single à succès.
Karl Wallinger est un multi-instrumentiste, ce qui lui permet de faire des démos et d'enregistrer la majeure partie des chansons de World Party en tant que groupe solo. Il joue de la guitare pour gaucher.

## Biographie

### Jeunesse et premières œuvres musicales
Karl Wallinger est né et a passé sa petite enfance à Prestatyn au Pays de Galles, mais a fait ses études à Charterhouse (une école publique à Surrey). Dès son plus jeune âge, il s'est plongé dans la musique des Beatles, des Beach Boys, de Bob Dylan et de Love . Les échos de ces héros d'enfance imprègnent les disques qu'il sortira 33 ans plus tard.
La carrière musicale de Wallinger a commencé à Prestatyn en 1977 en tant que claviériste avec Pax, avant de former le groupe éphémère Quasimodo avec Dave Sharp et Nigel Twist (qui ont tous deux été dans The Alarm ). Il a ensuite eu un bref emploi dans l'édition musicale, après quoi il est devenu directeur musical de The Rocky Horror Show .

### Les Waterboys (1983-1985)
Karl Wallinger a été recruté dans le groupe de Mike Scott The Waterboys en tant que claviériste en 1983, effectuant initialement la tournée du premier album et contribuant aux deux albums suivants ( A Pagan Place et This Is the Sea ), ainsi que lors de tournées en live ultérieures. Initialement embauché pour jouer du piano et de l'orgue (et pour chanter occasionnellement des chœurs), les compétences multi-instrumentales et de production de Wallinger ont impressionné Mike Scott et ont veillé à ce qu'il joue un rôle beaucoup plus important sur This Is the Sea que sur l'album précédent, contribuant de manière significative à la chanson «Big Music» du groupe. Alors que Scott se concentrait sur les orchestrations des chansons crées par Steve Reichian à l'aide de pianos multipistes et de guitare, Wallinger les a étoffées avec une variété d'orchestrations synthétisées, de basse synthétisée et d'instruments de percussion. Wallinger a également écrit la musique originale de « Don't Bang the Drum » (le morceau d'ouverture de This Is the Sea ). Conscient que ses propres ambitions musicales le mettraient en conflit avec Scott, Wallinger a choisi de quitter The Waterboys à la fin de 1985 vers la fin de leur tournée `` This Is the Sea '' (il a été remplacé comme claviériste par Guy Chambers, son futur collaborateur. ).
Tout en travaillant sur des chansons solo, Karl Wallinger a également travaillé sur le premier album de Sinéad O'Connor en 1987, The Lion and the Cobra . O'Connor a rendu la pareille en chantant quelques chœurs sur les deux premiers albums de World Party.

### World Party (1986-présent)
Le premier album de Karl Wallinger sous le nom de World Party, Private Revolution (1986), était une combinaison de folk, funk et soul. Son titre était un clin d'œil à sa création par Wallinger, travaillant seul dans un studio d'enregistrement à domicile. Il a engendré un single à succès avec " Ship of Fools ". Divers collègues musiciens d'anciens projets ont contribué aux enregistrements, dont le saxophoniste des Waterboys Anthony Thistlethwaite, Sinéad O'Connor (chantant des chœurs sur "Hawaiian Island World") et le mystérieux Delahaye.
World Party a continué à sortir quatre autres albums bien accueillis - Goodbye Jumbo (1990), Bang! (1993), Egyptology (1997) et Dumbing Up (2000). En 2007, Karl Wallinger a sorti Best in Show, un best-of album reprenant les morceaux des albums studio.

### Bandes sonores, autres compositions et collaborations
Karl Wallinger a été directeur musical du film Reality Bites, datant de 1994, et a contribué à la bande originale de Clueless en 1995. La chanson de World Party "She's the One"  a été  reprise avec succès par Robbie Williams. Wallinger a également agi en tant que membre du groupe d'accompagnement de Bob Geldof .[réf. nécessaire]
En 1997, deux titres de Wallinger ont été inclus sur un album de compilation intitulé Now And in Time To Be, une célébration musicale des œuvres du célèbre poète irlandais, WB Yeats . Le poème "Politics" est crédité comme ayant été interprété par Wallinger, tandis que World Party est reconnu comme un artiste contributeur pour "The Four Ages of Man".
En 2008, après près de 18 ans de création, l'album Big Blue Ball est sorti, coproduit avec Peter Gabriel et Stephen Hague . L'album rassemble des chansons écrites et enregistrées pendant les étés 1991, 1992 et 1995 par plusieurs artistes de différents pays. Parmi eux, le duo français Deep Forest et la chanteuse irlandaise Sinéad O'Connor .

### Vie privée
Karl Wallinger est marié à la sculptrice Susie Zamit, ils ont deux enfants.
Dans une interview avec le pigiste Jay Hedblade du Chicago Tribune, il a révélé qu'il avait souffert d'un anévrisme cérébral en février 2001. Après plusieurs mois d'écriture pour le groupe, il se sentit mal et demanda à ses amis d'appeler une ambulance. Il a été transporté à l'hôpital et on lui a diagnostiqué un anévrisme cérébral. Cela l'a amené à subir une intervention chirurgicale dans laquelle les chirurgiens ont dû bloquer un nerf près du nerf optique . Malgré ce qui semble être un rétablissement complet, il a perdu sa vision périphérique du côté gauche des deux yeux. Bien que l'anévrisme signifiait qu'il devait suspendre tout travail pendant près de cinq ans, il a finalement repris la tournée en 2006.